# Цзян Юйянь
Цзян Юйянь (кит. 蔣裕燕 ; род. 2 ноября 2004, Шаосин, Чжэцзян) — китайская паралимпийская пловчиха, выступающая в классе S6. Она является самой титулованной спортсменкой на Паралимпийских играх 2024 года, завоевав в общей сложности 7 золотых медалей.

## Спортивная карьера
В 2018 году Юйянь приняла участие в Азиатских Пара играх, завоевав три золотые медали на дистанциях 50 м вольным стилем, 100 м вольным стилем и 50 м баттерфляем, а также серебряную медаль в плавании на 400 м вольным стилем.
Она была одной из самых молодых пловчих, участвовавших в Чемпионате мира по паралимпийскому плаванию 2019 года, где завоевала три золотые и две бронзовые медали. Одну из золотых медалей она получила на дистанции 50 м баттерфляем среди женщин, установив мировой рекорд времени 34.56.
В 2021 году Юйянь участвовала в Паралимпийских играх 2020 года, где завоевала четыре медали: две золотые в плавании на 400 м вольным стилем S6 и 50 м баттерфляем S6, серебряную медаль на дистанции 100 м спина S6 и бронзовую медаль на 100 м вольным стилем S7.
Она выступила на Азиатских Пара играх 2022 года в качестве самого молодого атлета делегации, завоевав пять индивидуальных золотых медалей, одну бронзовую медаль и две золотые медали в командных соревнованиях. На Чемпионате мира по паралимпийскому плаванию 2023 года Юйянь установила три мировых рекорда и один азиатский рекорд, завоевав четыре золотые и две серебряные медали.
В 2024 году Юйянь участвовала в Паралимпийских играх, проходивших в Париже, и стала самой титулованной спортсменкой соревнований, завоевав в общей сложности 7 золотых медалей. За первое звание она установила мировой рекорд времени 32.59 секунды на дистанции 50 м вольным стилем S6. Четвертое золото она выиграла, побив еще один мировой рекорд на дистанции 100 м вольным стилем S7 с результатом 1:09.68. Седьмую и последнюю золотую медаль на Парижской Паралимпиаде Юйянь завоевала, установив мировой рекорд на дистанции 100 м спина S6 с результатом 1:19.44.

## Личная жизнь
Цзян Юйянь родилась 2 ноября 2004 года в Шаосине, Китай. В возрасте трех или четырех лет она попала в автомобильную аварию, в результате которой потеряла правую руку и ногу. Несмотря на тяжелые испытания, она смогла добиться успеха в спорте и стать выдающейся паралимпийской пловчихой.